# Izaak Gosses
Izaak Hendrik Gosses (Dokkum, 9 januari 1873 - Groningen, 23 januari 1940) was een Nederlands historicus.
In 1893 begon Gosses een studie in de Nederlandse letteren aan de Rijksuniversiteit Leiden, onder de elkaar opvolgende hoogleraren Robert Fruin en P.J. Blok. Na zijn studie was hij leraar aan diverse scholen. In 1903 promoveerde hij cum laude bij P.J. Blok op een proefschrift met de titel Stadsbezit in grond en water gedurende de Middeleeuwen. Een historisch-oeconomische beschouwing. Twaalf jaar later volgde hij Johan Huizinga op als hoogleraar in de algemene en vaderlandse geschiedenis aan de Rijksuniversiteit Groningen. Hij zou die positie bekleden tot 1939, toen jhr. dr. Pieter Jan van Winter hem opvolgde.
Gosses werd in 1922 benoemd tot lid van de Koninklijke Nederlandse Akademie van Wetenschappen.